# فرودگاه راهنرویل
فرودگاه راهنرویل  (به انگلیسی: Rohnerville Airport) یک فرودگاه همگانی بهره‌برداری هوایی است که یک باند فرود آسفالت دارد و طول باند آن ۱۲۲۱ متر است. این فرودگاه در شهر فورتونا، کالیفرنیا کشور ایالات متحده آمریکا قرار دارد و در ارتفاع ۱۱۹ متری از سطح دریا واقع شده است.